# Пахолків Святослав Іванович
Святослав Іванович Пахолків (псевдо: «Дуденко»; нар. 4 жовтня (за іншими даними — 23 жовтня) 1925, м. Буськ, Кам'янко-Струмилівський повіт, Тернопільське воєводство, нині — Львівська область) — пом. 13 січня 1945, с. Чорний Потік, Надвірнянський район, Івано-Франківська область) — український військовик, сотенний сотні УПА «Бистрі», лицар Бронзового хреста бойової заслуги УПА.

## Життєпис
Народився у сім'ї професора гімназії. Освіта — середня: закінчив Станиславівську гімназію (1943). Працював на залізниці в с. Хриплин Тисменицького району (друга половина 1943 р.). 
В УПА з 28.03.1944 р. У липні 1944 р. закінчив старшинську школу «Олені». Чотар Відділу 79 «Бистрі» куреня «Сивуля» ТВ-22 «Чорний ліс» (08.1944-01.1945), сотенний Відділу 79 «Бистрі» (01.1945). 
Тяжко поранений під час бою біля с. Білі Ослави Надвірнянського р-ну, помер у с. Чорний Потік Надвірнянського району. 
Похований в с. Чорні Ослави Надвірнянського р-ну. 
Старший булавний (?), хорунжий (15.10.1944) УПА.

## Нагороди
- Відзначений Бронзовим хрестом бойової заслуги (1.02.1945).

## Вшанування пам'яті
Іменем героя названа вулиця в Івано-Франківську.